# Liste der Monuments historiques in Graffigny-Chemin
Die Liste der Monuments historiques in Graffigny-Chemin führt die Monuments historiques in der französischen Gemeinde Graffigny-Chemin auf.

## Liste der Objekte
| Bezeichnung                       | Beschreibung                                            | Standort                                                   | Kennzeichnung | Schutzstatus | Datum | Bild |
| --------------------------------- | ------------------------------------------------------- | ---------------------------------------------------------- | ------------- | ------------ | ----- | ---- |
| Zwei Kerzenständer                | Kupfer, Ende des 17. Jahrhunderts                       | Graffigny, in der Kirche St-Elophe-et-St-Christophe (Lage) | PM52000504    | Classé       | 1977  |      |
| Hauptaltar                        | Altartisch und Tabernakel; Holz, Stuck, 18. Jahrhundert | Graffigny, in der Kirche St-Elophe-et-St-Christophe (Lage) | PM52000503    | Classé       | 1957  |      |
| Retabel des Hauptaltars           | Holz, farbig gefasst und vergoldet, 18. Jahrhundert     | Graffigny, in der Kirche St-Elophe-et-St-Christophe (Lage) | PM52000505    | Classé       | 1977  |      |
| Grabdenkmal                       | Stein, Ende des 17. Jahrhunderts                        | Graffigny, in der Kirche St-Elophe-et-St-Christophe (Lage) | PM52001886    | Inscrit      | 1978  |      |
| Gemälde Stiftung des Rosenkranzes | Ölfarbe auf Leinwand, erste Hälfte des 17. Jahrhunderts | Graffigny, in der Kirche St-Elophe-et-St-Christophe (Lage) | PM52001887    | Inscrit      | 1978  |      |